# Mimosa caduca
Mimosa caduca är en ärtväxtart som beskrevs av Jean Louis Marie Poiret. Mimosa caduca ingår i släktet mimosor, och familjen ärtväxter. Inga underarter finns listade i Catalogue of Life.